# Adhikarichaur
Adhikarichaur es un comité de desarrollo de la aldea en el distrito de Baglung en la zona de Dhaulagiri en el centro de Nepal. En el momento del censo de Nepal de 1991, la ciudad tenía una población de 5.389 habitantes y contaba con 1.021 casas. Contiene la Escuela Primaria Shiba. 